# Gótico estadounidense
Gótico estadounidense  o Gótico americano (American Gothic) es un cuadro de Grant Wood de 1930. El cuadro ilustra a un granjero sujetando una horca y a una mujer rubia, su hija, a quien erróneamente a menudo se supone su esposa, enfrente de una casa de estilo gótico rural. Es una de las imágenes más conocidas del arte estadounidense del siglo XX y se ha convertido en un icono en la cultura popular, siendo una de las imágenes del arte moderno estadounidense más reconocidas y parodiadas.
Wood quería representar los roles tradicionales del hombre y la mujer, ya que el hombre sujeta una herramienta agrícola simbolizando el trabajo duro en el campo, mientras la mujer viste un delantal, propio de las labores del hogar. Wood tomó como modelos para el cuadro a su hermana Nan (1899-1990) y a su dentista, el doctor Byron McKeeby (1867-1950), de Cedar Rapids (Iowa). La casa la vio desde su coche en Eldon, Iowa, llamando su atención y trazando unos bocetos. El estilo, frontal, hierático y detallado, se inspira en el del arte flamenco del siglo XV.
El cuadro se encuentra expuesto en el Instituto de Arte de Chicago.